# دائرة قفصة الانتخابية
دائرة قفصة الانتخابية هي واحدة من بين 27 دائرة انتخابية تونسية. تغطي هذه الدائرة كل مساحة ولاية قفصة.

عند انتخابات المجلس القومي التأسيسي التونسي 1956 وكذلك أثناء المجالس النيابية الأولى والثانية، كانت الدائرة الانتخابية تغطي قفصة مع سيدي بوزيد وتوزر، ثم في 1974 و1979 كانت تغطي ولايتي قفصة وتوزر، ومنذ 1986، أصبحت دائرة انتخابية واحدة تغطي ولاية قفصة.

## نتائج الانتخابات

### التشريعية 2014
| الحزب                                     | الحزب                          | الأصوات | النسبة | المقاعد |
| ----------------------------------------- | ------------------------------ | ------- | ------ | ------- |
|                                           | حركة النهضة                    | 265 28  | 27.16% | 2       |
|                                           | نداء تونس                      | 821 21  | 20.97% | 2       |
|                                           | الجبهة الشعبية                 | 664 5   | 5.44%  | 1       |
|                                           | القائمة المستقلة «رد الإعتبار» | 236 5   | 5.03%  | 1       |
|                                           | المبادرة                       | 623 4   | 4.44%  | 1       |
|                                           | أحزاب وقوائم أخرى (57)         | 447 38  | 36.95% | 0       |
|                                           |                                |         |        |         |
| الاجمالي                                  | الاجمالي                       | 056 104 | 100%   | 7       |
|                                           |                                |         |        |         |
| الأوراق الملغاة                           |                                |         |        |         |
| الأوراق البيضاء                           |                                |         |        |         |
|                                           |                                |         |        |         |
| الناخبون                                  |                                |         |        |         |
| الإمتناع عن التصويت                       |                                |         |        |         |
| المسجلون                                  |                                |         |        |         |
| المصدر: الهيئة العليا المستقلة للانتخابات |                                |         |        |         |

### التأسيسي 2011
| الحزب                                                                                      | الحزب                      | الأصوات | النسبة | المقاعد |
| ------------------------------------------------------------------------------------------ | -------------------------- | ------- | ------ | ------- |
|                                                                                            | حركة النهضة                | 692 48  | 40.38% | 3       |
|                                                                                            | المؤتمر من أجل الجمهورية   | 294 9   | 7.71%  | 1       |
|                                                                                            | العريضة الشعبية            | 452 6   | 5.35%  | 1       |
|                                                                                            | القائمة المستقلة «العدالة» | 225 4   | 3.5%   | 1       |
|                                                                                            | الحزب الديمقراطي التقدمي   | 354 3   | 2.78%  | 1       |
|                                                                                            |                            |         |        |         |
| الاجمالي                                                                                   | الاجمالي                   | 834 126 | 100%   |         |
|                                                                                            |                            |         |        |         |
| الأصوات الصحيحة                                                                            | الأصوات الصحيحة            | 575 120 | 95.06% |         |
| الأوراق الملغاة/البيضاء                                                                    | الأوراق الملغاة/البيضاء    | 259 6   | 4.94%  |         |
|                                                                                            |                            |         |        |         |
| الناخبون                                                                                   | الناخبون                   | 834 126 | 49.95% |         |
| الإمتناع عن التصويت                                                                        | الإمتناع عن التصويت        | 092 127 | 50.05% |         |
| المسجلون                                                                                   | المسجلون                   | 926 253 | 100%   |         |
| المصدر: الهيئة العليا المستقلة للانتخابات نسخة محفوظة 17 يناير 2013 على موقع واي باك مشين. |                            |         |        |         |

## الممثلين

### نواب الشعب
المجلس الأول
| الصورة | الاسم           | الحزب | الحزب                          |
| ------ | --------------- | ----- | ------------------------------ |
|        | محسن السوداني   |       | حركة النهضة                    |
|        | زينب براهمي     |       | حركة النهضة                    |
|        | سفيان طوبال     |       | نداء تونس                      |
|        | أسماء بو الهناء |       | نداء تونس                      |
|        | عمار عمروسية    |       | الجبهة الشعبية                 |
|        | عدنان الحاجي    |       | القائمة المستقلة «رد الإعتبار» |
|        | لطفي علي        |       | حزب المبادرة                   |

### المجلس الوطني التأسيسي
| الصورة | الاسم            | الحزب | الحزب                                    |
| ------ | ---------------- | ----- | ---------------------------------------- |
|        | سليمان هلال      |       | حركة النهضة                              |
|        | زهرة صميدة       |       | حركة النهضة                              |
|        | عبد الحليم زواري |       | حركة النهضة                              |
|        | عبد السلام شعبان |       | المؤتمر من أجل الجمهورية                 |
|        | حسن رضواني       |       | العريضة الشعبية للحرية والعدالة والتنمية |
|        | فيصل الجدلاوي    |       | القائمة المستقلة «العدالة»               |
|        | محمد كحيلة       |       | الحزب الديمقراطي التقدمي                 |

### النواب
المجلس الثاني عشر
| الاسم              | الحزب | الحزب                         |
| ------------------ | ----- | ----------------------------- |
| عبد الله بن جنات   |       | التجمع الدستوري الديمقراطي    |
| منور خميلة         |       | التجمع الدستوري الديمقراطي    |
| جمال سالم          |       | التجمع الدستوري الديمقراطي    |
| عبد الحميد القادري |       | التجمع الدستوري الديمقراطي    |
| جميلة مبروكة       |       | التجمع الدستوري الديمقراطي    |
| إبراهيم حفايضية    |       | الاتحاد الديمقراطي الوحدوي    |
| مبروك فطيمة        |       | حركة الديمقراطيين الاشتراكيين |
| بوجمعة اليحياوي    |       | الحزب الاجتماعي التحرري       |

المجلس الحادي عشر
| الاسم               | الحزب | الحزب                                                   |
| ------------------- | ----- | ------------------------------------------------------- |
| محمد خير الدين خالد |       | التجمع الدستوري الديمقراطي                              |
| عمارة عباسي         |       | التجمع الدستوري الديمقراطي والاتحاد العام التونسي للشغل |
| منور خميلة          |       | التجمع الدستوري الديمقراطي                              |
| علي بن طاهر مبروك   |       | التجمع الدستوري الديمقراطي                              |
| فوزية خالدي         |       | التجمع الدستوري الديمقراطي                              |
| محمد راشد بالقاضي   |       | حركة الديمقراطيين الاشتراكيين                           |

المجلس العاشر
| الاسم               | الحزب | الحزب                                                   |
| ------------------- | ----- | ------------------------------------------------------- |
| الحبيب مبارك        |       | التجمع الدستوري الديمقراطي                              |
| عمارة العباسي       |       | التجمع الدستوري الديمقراطي والاتحاد العام التونسي للشغل |
| منور خميلة          |       | التجمع الدستوري الديمقراطي                              |
| عبد الرزاق الكيلاني |       | التجمع الدستوري الديمقراطي                              |
| عبد الله سعيدي      |       | التجمع الدستوري الديمقراطي                              |
| عبد الوهاب دعاب     |       | حركة الديمقراطيين الاشتراكيين                           |
| إبراهيم حفايضية     |       | الاتحاد الديمقراطي الوحدوي                              |

المجلس التاسع
| الاسم           | الحزب | الحزب                                                   |
| --------------- | ----- | ------------------------------------------------------- |
| الحبيب مبارك    |       | التجمع الدستوري الديمقراطي                              |
| عمارة عباسي     |       | التجمع الدستوري الديمقراطي والاتحاد العام التونسي للشغل |
| منور خميلة      |       | التجمع الدستوري الديمقراطي                              |
| بلقاسم المرزوقي |       | التجمع الدستوري الديمقراطي                              |
| حسن تليلي       |       | التجمع الدستوري الديمقراطي                              |
| إبراهيم بوعوني  |       | حركة الديمقراطيين الاشتراكيين                           |
| محمد خلايفي     |       | حركة التجديد                                            |
| إبراهيم حفايضية |       | الاتحاد الديمقراطي الوحدوي                              |

المجلس الثامن
| الاسم          | الحزب | الحزب                                                   |
| -------------- | ----- | ------------------------------------------------------- |
| الحبيب مبارك   |       | التجمع الدستوري الديمقراطي                              |
| عمارة عباسي    |       | التجمع الدستوري الديمقراطي والاتحاد العام التونسي للشغل |
| علي أولاد علية |       | التجمع الدستوري الديمقراطي                              |
| رمضان عليمي    |       | التجمع الدستوري الديمقراطي                              |
| محمد ركروكي    |       | التجمع الدستوري الديمقراطي                              |

المجلس السابع
| الاسم            | الحزب | الحزب                                        |
| ---------------- | ----- | -------------------------------------------- |
| إسماعيل خليل     |       | الاتحاد الوطني (الحزب الاشتراكي الدستوري)    |
| عبد الحميد بلعيد |       | الاتحاد الوطني (الاتحاد العام التونسي للشغل) |
| محمد طاهر بوترعة |       | الاتحاد الوطني (الحزب الاشتراكي الدستوري)    |
| إسماعيل لاجري    |       | الاتحاد الوطني (الاتحاد العام التونسي للشغل) |

المجلس السادس
| الاسم              | الحزب | الحزب                                        |
| ------------------ | ----- | -------------------------------------------- |
| عبد العزيز باللطيف |       | الجبهة الوطنية (الحزب الاشتراكي الدستوري)    |
| عبد الحميد بلعيد   |       | الجبهة الوطنية (الاتحاد العام التونسي للشغل) |
| بلقاسم لحمادي      |       | الجبهة الوطنية (الاتحاد العام التونسي للشغل) |
| عبد الله بوساحة    |       | الجبهة الوطنية (الحزب الاشتراكي الدستوري)    |
| عبد المجيد بوصلاحي |       | الجبهة الوطنية (الحزب الاشتراكي الدستوري)    |

المجلس الخامس
| الاسم                | الحزب | الحزب                    |
| -------------------- | ----- | ------------------------ |
| عبد الرحمان بن مسعود |       | الحزب الاشتراكي الدستوري |
| محمد فريد ضو         |       | الحزب الاشتراكي الدستوري |
| عثمان بن علية        |       | الحزب الاشتراكي الدستوري |
| حسين بويحيى          |       | الحزب الاشتراكي الدستوري |
| محمد بن رحيم         |       | الحزب الاشتراكي الدستوري |

المجلس الرابع
| الاسم                | الحزب | الحزب                                                  |
| -------------------- | ----- | ------------------------------------------------------ |
| محمد مزالي           |       | الحزب الاشتراكي الدستوري                               |
| عبد الرحمان بن مسعود |       | الحزب الاشتراكي الدستوري                               |
| عثمان بن علية        |       | الحزب الاشتراكي الدستوري                               |
| محمد بن عمر          |       | الحزب الاشتراكي الدستوري (الاتحاد العام التونسي للشغل) |
| محمد بن رحيم         |       | الحزب الاشتراكي الدستوري                               |

المجلس الثالث
| الاسم           | الحزب | الحزب                    |
| --------------- | ----- | ------------------------ |
| محمد المصمودي   |       | الحزب الاشتراكي الدستوري |
| نور الدين قلنزة |       | الحزب الاشتراكي الدستوري |
| حبيب بوترعة     |       | الحزب الاشتراكي الدستوري |

المجلس الثاني
| الاسم              | الحزب | الحزب                                                  |
| ------------------ | ----- | ------------------------------------------------------ |
| أحمد التليلي       |       | الحزب الاشتراكي الدستوري (الاتحاد العام التونسي للشغل) |
| إبراهيم الزيتوني   |       | الحزب الاشتراكي الدستوري                               |
| يوسف الرويسي       |       | الحزب الاشتراكي الدستوري                               |
| علي بويحياوي       |       | الحزب الاشتراكي الدستوري                               |
| حسونة بن طاهر      |       | الحزب الاشتراكي الدستوري (الاتحاد العام التونسي للشغل) |
| عبد العزيز باللطيف |       | الحزب الاشتراكي الدستوري                               |

المجلس الأول
| الاسم              | الحزب | الحزب                                        |
| ------------------ | ----- | -------------------------------------------- |
| أحمد التليلي       |       | الجبهة الوطنية (الاتحاد العام التونسي للشغل) |
| محمد بن بلقاسم     |       | الجبهة الوطنية (الحزب الحر الدستوري الجديد)  |
| محمد الأمين الشابي |       | الجبهة الوطنية (الحزب الحر الدستوري الجديد)  |
| عثمان بن علية      |       | الجبهة الوطنية (الحزب الحر الدستوري الجديد)  |
| حسونة بن طاهر      |       | الجبهة الوطنية (الاتحاد العام التونسي للشغل) |
| قلاعي راشدي        |       | الجبهة الوطنية (الاتحاد العام التونسي للشغل) |

### المجلس القومي التأسيسي
| الاسم                       | الحزب | الحزب                                        |
| --------------------------- | ----- | -------------------------------------------- |
| أحمد التليلي                |       | الجبهة الوطنية (الاتحاد العام التونسي للشغل) |
| حسين بن صالح                |       | الجبهة الوطنية (الحزب الحر الدستوري الجديد)  |
| محمد الأمين الشابي          |       | الجبهة الوطنية (الاتحاد العام التونسي للشغل) |
| حسين بوزيان ثم أحمد السنوسي |       | الجبهة الوطنية (الحزب الحر الدستوري الجديد)  |
| حسونة بن طاهر               |       | الجبهة الوطنية (الاتحاد العام التونسي للشغل) |
| علي راشدي                   |       | الجبهة الوطنية (الحزب الحر الدستوري الجديد)  |
| الشاذلي باش طبجي            |       | الجبهة الوطنية (الحزب الحر الدستوري الجديد)  |